# Gwen ferch Ellis
Gwen ferch Ellis, död 1594, var en walesisk kvinna som avrättades för häxeri. 
Hon var en änka verksam som botare (klok gumma) i Llandyrnog. Hon åtalades för att praktisera svart magi sedan en amulett återfanns med en skrift skriven baklänges. Hon dömdes som skyldig till att avrättades genom hängning. 
Hon är den första person som avrättades för trolldom i Wales. Wales hade endast 37 häxprocesser, som resulterade i endast fem avrättningar mellan 1594 och 1655. 